# سدم مغربي
السُدْم المغربي (باللاتينية: Sedum maurum) نوع نباتي يتبع جنس السدم من الفصيلة المخلدية.

## الموئل والانتشار
موطنه المغرب العربي.